# BinckBank Tour 2017
13. edycja BinckBank Tour (wcześniej pod nazwą Eneco Tour) odbyła się w dniach 7 - 13 sierpnia 2017 roku. Trasa tego siedmioetapowego wyścigu kolarskiego liczyła 1 080,3 km ze startem w Bredzie i metą w Geraardsbergen.

## Uczestnicy
Na starcie wyścigu stanęły 22 ekipy. Wśród nich wszystkie osiemnaście ekip UCI World Tour 2017 oraz cztery zaproszone przez organizatorów.
| Numery  | Kod | Drużyna              |
| ------- | --- | -------------------- |
| 1-8     | QST | Quick-Step Floors    |
| 11-18   | LTS | Lotto Soudal         |
| 21-28   | BMC | BMC Racing Team      |
| 31-38   | TLJ | Team LottoNL-Jumbo   |
| 41-48   | SUN | Team Sunweb          |
| 51-58   | BOH | Bora-Hansgrohe       |
| 61-68   | TFS | Trek-Segafredo       |
| 71-78   | KAT | Team Katusha-Alpecin |
| 81-88   | SKY | Team Sky             |
| 91-98   | CDT | Cannondale-Drapac    |
| 101-108 | ORS | Orica-Scott          |

| Numery  | Kod | Drużyna                     |
| ------- | --- | --------------------------- |
| 111-118 | DDD | Dimension Data              |
| 121-128 | TBM | Bahrain-Merida              |
| 131-138 | AST | Astana Pro Team             |
| 141-148 | UAD | UAE Team Emirates           |
| 151-158 | FDJ | FDJ                         |
| 161-168 | MOV | Movistar Team               |
| 171-178 | ALM | Ag2r-La Mondiale            |
| 181-188 | SVB | Sport Vlaanderen–Baloise    |
| 191-198 | RNL | Roompot-Nederlandse Loterij |
| 201-208 | WGG | Wanty-Groupe Gobert         |
| 211-218 | VWC | Verandas Willems-Crelan     |

## Przebieg trasy
| Etap | Data        | Trasa                           | Dystans  | Typ | Typ                        | Zwycięzca      | Lider        |
| ---- | ----------- | ------------------------------- | -------- | --- | -------------------------- | -------------- | ------------ |
| 1    | 7 sierpnia  | Breda > Venray                  | 169,8 km |     | płaski                     | Peter Sagan    | Peter Sagan  |
| 2    | 8 sierpnia  | Voorburg > Voorburg             | 9 km     |     | jazda indywidualna na czas | Stefan Küng    | Stefan Küng  |
| 3    | 9 sierpnia  | Blankenberge > Ardooie          | 185 km   |     | płaski                     | Peter Sagan    | Stefan Küng  |
| 4    | 10 sierpnia | Riemst > Lanaken                | 154,2 km |     | płaski                     | Edward Theuns  | Stefan Küng  |
| 5    | 11 sierpnia | Sittard-Geleen > Sittard-Geleen | 167,3 km |     | pagórkowaty                | Lars Boom      | Lars Boom    |
| 6    | 12 sierpnia | Riemst > Houffalize             | 203,7 km |     | pagórkowaty                | Tim Wellens    | Tom Dumoulin |
| 7    | 13 sierpnia | Essen > Geraardsbergen          | 191,3 km |     | pagórkowaty                | Jasper Stuyven | Tom Dumoulin |

### Etap 1 – 07.08: Breda > Venray, 169,8 km
| #    | Zawodnik            | Zespół | Czas       |
| ---- | ------------------- | ------ | ---------- |
| 1.   | Peter Sagan         | BOH    | 3h 50' 09" |
| 2.   | Phil Bauhaus        | SUN    | + 0"       |
| 3.   | Magnus Cort Nielsen | ORS    | + 0"       |
|      |                     |        |            |
| 24.  | Łukasz Wiśniowski   | SKY    | + 0"       |
| 175. | Maciej Bodnar       | BOH    | + 0"       |

| #    | Zawodnik          | Zespół | Czas       |
| ---- | ----------------- | ------ | ---------- |
| 1.   | Peter Sagan       | BOH    | 3h 49' 59" |
| 2.   | Laurens De Vreese | AST    | + 1"       |
| 3.   | Phil Bauhaus      | SUN    | + 4"       |
|      |                   |        |            |
| 27.  | Łukasz Wiśniowski | SKY    | + 10"      |
| 175. | Maciej Bodnar     | BOH    | + 10"      |

### Etap 2 – 08.08: Voorburg > Voorburg, 9 km
| #   | Zawodnik          | Zespół | Czas    |
| --- | ----------------- | ------ | ------- |
| 1.  | Stefan Küng       | BMC    | 10' 58" |
| 2.  | Maciej Bodnar     | BOH    | + 4"    |
| 3.  | Tom Dumoulin      | SUN    | + 5"    |
|     |                   |        |         |
| 65. | Łukasz Wiśniowski | SKY    | + 45"   |

| #   | Zawodnik          | Zespół | Czas       |
| --- | ----------------- | ------ | ---------- |
| 1.  | Stefan Küng       | BMC    | 4h 01' 07" |
| 2.  | Maciej Bodnar     | BOH    | + 4"       |
| 3.  | Tom Dumoulin      | SUN    | + 5"       |
|     |                   |        |            |
| 67. | Łukasz Wiśniowski | SKY    | + 45"      |

### Etap 3 – 09.08: Blankenberge > Ardooie, 185 km
| #   | Zawodnik          | Zespół | Czas       |
| --- | ----------------- | ------ | ---------- |
| 1.  | Peter Sagan       | BOH    | 4h 14' 01" |
| 2.  | Edward Theuns     | TFS    | + 0"       |
| 3.  | Rudy Barbier      | ALM    | + 0"       |
|     |                   |        |            |
| 37. | Łukasz Wiśniowski | SKY    | + 0"       |
| 52. | Maciej Bodnar     | BOH    | + 0"       |

| #   | Zawodnik          | Zespół | Czas       |
| --- | ----------------- | ------ | ---------- |
| 1.  | Stefan Küng       | BMC    | 8h 15' 08" |
| 2.  | Maciej Bodnar     | BOH    | + 4"       |
| 3.  | Tom Dumoulin      | SUN    | + 5"       |
|     |                   |        |            |
| 67. | Łukasz Wiśniowski | SKY    | + 45"      |

### Etap 4 – 10.08: Riemst > Lanaken, 154,2 km
| #   | Zawodnik          | Zespół | Czas       |
| --- | ----------------- | ------ | ---------- |
| 1.  | Edward Theuns     | TFS    | 3h 24' 23" |
| 2.  | Marko Kump        | UAD    | + 0"       |
| 3.  | Tim Merlier       | VWC    | + 0"       |
|     |                   |        |            |
| 50. | Maciej Bodnar     | BOH    | + 0"       |
| -   | Łukasz Wiśniowski | SKY    | DNF        |

| #  | Zawodnik      | Zespół | Czas        |
| -- | ------------- | ------ | ----------- |
| 1. | Stefan Küng   | BMC    | 11h 39' 31" |
| 2. | Maciej Bodnar | BOH    | + 4"        |
| 3. | Tom Dumoulin  | SUN    | + 5"        |

### Etap 5 – 11.08: Sittard-Geleen > Sittard-Geleen, 167,3 km
| #   | Zawodnik          | Zespół | Czas       |
| --- | ----------------- | ------ | ---------- |
| 1.  | Lars Boom         | TLJ    | 3h 43' 46" |
| 2.  | Peter Sagan       | BOH    | + 3"       |
| 3.  | Greg Van Avermaet | BMC    | + 3"       |
|     |                   |        |            |
| 59. | Maciej Bodnar     | BOH    | + 46"      |

| #   | Zawodnik      | Zespół | Czas        |
| --- | ------------- | ------ | ----------- |
| 1.  | Lars Boom     | TLJ    | 15h 23' 17" |
| 2.  | Peter Sagan   | BOH    | + 2"        |
| 3.  | Tom Dumoulin  | SUN    | + 8"        |
|     |               |        |             |
| 17. | Maciej Bodnar | BOH    | + 50"       |

### Etap 6 – 12.08: Riemst > Houffalize, 203,7 km
| #   | Zawodnik       | Zespół | Czas       |
| --- | -------------- | ------ | ---------- |
| 1.  | Tim Wellens    | LTS    | 5h 04' 36" |
| 2.  | Tom Dumoulin   | SUN    | + 0"       |
| 3.  | Jasper Stuyven | TFS    | + 17"      |
|     |                |        |            |
| 75. | Maciej Bodnar  | BOH    | + 14' 48"  |

| #   | Zawodnik          | Zespół | Czas        |
| --- | ----------------- | ------ | ----------- |
| 1.  | Tom Dumoulin      | SUN    | 20h 27' 49" |
| 2.  | Tim Wellens       | LTS    | + 4"        |
| 3.  | Greg Van Avermaet | BMC    | + 46"       |
|     |                   |        |             |
| 49. | Maciej Bodnar     | BOH    | + 15' 42"   |

### Etap 7 – 13.08: Essen > Geraardsbergen, 191,3 km
| #   | Zawodnik         | Zespół | Czas       |
| --- | ---------------- | ------ | ---------- |
| 1.  | Jasper Stuyven   | TFS    | 4h 06' 48" |
| 2.  | Philippe Gilbert | QST    | + 1"       |
| 3.  | Tom Dumoulin     | SUN    | + 1"       |
|     |                  |        |            |
| 95. | Maciej Bodnar    | BOH    | + 8' 15"   |

| #   | Zawodnik       | Zespół | Czas        |
| --- | -------------- | ------ | ----------- |
| 1.  | Tom Dumoulin   | SUN    | 24h 34' 33" |
| 2.  | Tim Wellens    | LTS    | + 17"       |
| 3.  | Jasper Stuyven | TFS    | + 46"       |
|     |                |        |             |
| 60. | Maciej Bodnar  | BOH    | + 24' 01"   |

## Liderzy klasyfikacji po etapach
| Etap                 | Zwycięzca            | Klasyfikacja generalna | Klasyfikacja punktowa | Klasyfikacja sprinterska | Klasyfikacja drużynowa   |
| -------------------- | -------------------- | ---------------------- | --------------------- | ------------------------ | ------------------------ |
| 1                    | Peter Sagan          | Peter Sagan            | Peter Sagan           | Piet Allegaert           | Sport Vlaanderen–Baloise |
| 2                    | Stefan Küng          | Stefan Küng            | Stefan Küng           | Piet Allegaert           | BMC Racing Team          |
| 3                    | Peter Sagan          | Stefan Küng            | Peter Sagan           | Piet Allegaert           | BMC Racing Team          |
| 4                    | Edward Theuns        | Stefan Küng            | Peter Sagan           | Piet Allegaert           | BMC Racing Team          |
| 5                    | Lars Boom            | Lars Boom              | Peter Sagan           | Piet Allegaert           | Quick-Step Floors        |
| 6                    | Tim Wellens          | Tom Dumoulin           | Peter Sagan           | Piet Allegaert           | Lotto Soudal             |
| 7                    | Jasper Stuyven       | Tom Dumoulin           | Peter Sagan           | Piet Allegaert           | Trek-Segafredo           |
| Klasyfikacje końcowe | Klasyfikacje końcowe | Tom Dumoulin           | Peter Sagan           | Piet Allegaert           | Trek-Segafredo           |

## Klasyfikacje końcowe

### Klasyfikacja generalna
| M-ce | Zawodnik          | Zespół             | Czas        |
| ---- | ----------------- | ------------------ | ----------- |
| 1.   | Tom Dumoulin      | Team Sunweb        | 24h 34' 33" |
| 2.   | Tim Wellens       | Lotto Soudal       | + 17"       |
| 3.   | Jasper Stuyven    | Trek-Segafredo     | + 46"       |
| 4.   | Greg Van Avermaet | BMC Racing Team    | + 51"       |
| 5.   | Oliver Naesen     | Ag2r-La Mondiale   | + 1' 14"    |
| 6.   | Michael Valgren   | Astana Pro Team    | + 1' 15"    |
| 7.   | Peter Sagan       | Bora-Hansgrohe     | + 1' 53"    |
| 8.   | Lars Boom         | Team LottoNL-Jumbo | + 1' 59"    |
| 9.   | Philippe Gilbert  | Quick-Step Floors  | + 2' 12"    |
| 10.  | Petr Vakoč        | Quick-Step Floors  | + 2' 23"    |
|      |                   |                    |             |
| 60.  | Maciej Bodnar     | Bora-Hansgrohe     | + 24' 01"   |

| M-ce | Zawodnik          | Zespół             | Punkty |
| ---- | ----------------- | ------------------ | ------ |
| 1.   | Peter Sagan       | Bora-Hansgrohe     | 123    |
| 2.   | Jasper Stuyven    | Trek-Segafredo     | 69     |
| 3.   | Tom Dumoulin      | Team Sunweb        | 69     |
| 4.   | Edward Theuns     | Trek-Segafredo     | 55     |
| 5.   | Dylan Groenewegen | Team LottoNL-Jumbo | 55     |
|      |                   |                    |        |
| 16.  | Maciej Bodnar     | Bora-Hansgrohe     | 25     |

| M-ce | Zawodnik           | Zespół                      | Punkty |
| ---- | ------------------ | --------------------------- | ------ |
| 1.   | Piet Allegaert     | Sport Vlaanderen–Baloise    | 64     |
| 2.   | Elmar Reinders     | Roompot-Nederlandse Loterij | 53     |
| 3.   | Laurens De Vreese  | Astana Pro Team             | 26     |
| 4.   | Tao Geoghegan Hart | Team Sky                    | 17     |
| 5.   | Kenny Dehaes       | Wanty-Groupe Gobert         | 17     |

| \| M-ce \| Zespół \| Czas \| \| ---- \| ---------------- \| ----------- \| \| 1. \| Trek-Segafredo \| 73h 54' 33" \| \| 2. \| Team Sunweb \| + 2' 35" \| \| 3. \| Ag2r-La Mondiale \| + 3' 04" \| \| 4. \| Lotto Soudal \| + 6' 26" \| \| 5. \| BMC Racing Team \| + 6' 26" \| |                  |             |
| M-ce | Zespół           | Czas        |
| 1. | Trek-Segafredo   | 73h 54' 33" |
| 2. | Team Sunweb      | + 2' 35"    |
| 3. | Ag2r-La Mondiale | + 3' 04"    |
| 4. | Lotto Soudal     | + 6' 26"    |
| 5. | BMC Racing Team  | + 6' 26"    |